# Stephan Eberharter
Stephan Eberharter (* 24. März 1969 in Brixlegg) ist ein ehemaliger österreichischer Skirennläufer. Er gewann eine olympische Goldmedaille, drei Weltmeistertitel und entschied in den Saisonen 2001/02 und 2002/03 den Gesamtweltcup für sich. Hinzu kommen der fünfmalige Gewinn einer Weltcup-Disziplinenwertung und 29 Weltcupsiege. Somit zählt Eberharter zu den erfolgreichsten Skirennläufern des ÖSV.

## Biografie

### Der Beginn
Eberharter absolvierte seine schulische Ausbildung an der Skihauptschule Neustift und an der Skihandelsschule Stams. Erste internationale Erfahrungen sammelte er bei den Juniorenweltmeisterschaften 1987, wo er als bestes Resultat den siebenten Rang im Riesenslalom erreichte. 1988 wurde er in den Kader des ÖSV aufgenommen und gewann im Europacup in der Saison 1988/89 die Gesamtwertung und punktegleich mit dem Italiener Attilio Barcella die Riesenslalomwertung. Nach diesen Erfolgen startete er ab dem nächsten Winter im Weltcup und erreichte in seiner ersten Saison bereits vier Top-Ten-Platzierungen. Der erste Podestplatz folgte am 2. Dezember 1990 mit Rang drei im Super-G von Valloire.
Bei den Weltmeisterschaften 1991 in Saalbach-Hinterglemm gelang dem damals 21-Jährigen der große Durchbruch. Mit Siegen im Super-G und in der Kombination wurde er Doppelweltmeister. Im Weltcup folgten in diesem Winter noch zwei weitere Podestplätze, er erreichte damit hinter dem Schweizer Franz Heinzer den zweiten Platz in der Super-G-Wertung, und am Ende der Saison gewann er die österreichische Meisterschaft im Slalom. Aufgrund seiner großen Erfolge bei den Weltmeisterschaften wurde er 1991 zum österreichischen Sportler des Jahres gewählt.
In den folgenden Jahren wurde Eberharter durch Verletzungen immer wieder zurückgeworfen. Kurz vor den Olympischen Spielen 1992 erlitt er einen Innenbandeinriss, startete dort aber in der Kombination, wo er nach dem 18. Rang in der Abfahrt im ersten Slalomdurchgang ausfiel. Beste Weltcupresultate waren in dieser Saison zwei vierte Plätze in den Kombinationen von Garmisch-Partenkirchen und Kitzbühel. Im Herbst 1992 erlitt er bei einem Motorradunfall einen Schlüsselbeinbruch. Bei den Weltmeisterschaften 1993 in Morioka-Shizukuishi konnte er seinen Kombinationstitel nicht verteidigen, er fiel im Slalomlauf aus. Den Super-G-Titel behielt er aber, denn dieses Rennen musste wegen des schlechten Wetters abgesagt werden. Am 7. März erreichte er mit Rang zwei im Super-G von Aspen sein mit Abstand bestes Saisonergebnis.
Im Dezember 1993 erlitt er bei einem Sturz in Gröden schwere Verletzungen im linken Knie, was für ihn das Saisonende bedeutete. In der Folge musste er sich mehreren Meniskusoperationen unterziehen. Auch im nächsten Winter erreichte er keine ansprechenden Resultate und fiel schließlich aus dem Weltcup-Kader des ÖSV.

### Das Comeback
In den folgenden Jahren versuchte Eberharter, sich über den Europacup wieder für den Weltcup zu qualifizieren. In der Saison 1995/96 erreichte er mehrere Podestplätze, und nahm, ohne dem Nationalteam anzugehören, an den Weltmeisterschaften 1996 in der Sierra Nevada teil. Als Titelverteidiger war ihm der Start im Super-G möglich, er kam jedoch nicht in die Wertung (Disqualifikation). In der Europacupsaison 1996/97 ging es mit den Ergebnissen deutlich bergauf. Mit sechs Siegen gewann er die Gesamtwertung, die Abfahrtswertung und die Super-G-Wertung und sicherte sich damit in diesen Disziplinen wieder einen Fixstartplatz im Weltcup.
Bei seinem Comeback im Weltcup in der Saison 1997/98 gelang ihm der Aufstieg an die Weltspitze. Schon im ersten Saisonrennen, dem Riesenslalom von Tignes am 26. Oktober, erreichte Eberharter mit der hohen Startnummer 42 den vierten Platz, im Dezember und Jänner folgten mehrere Podestplätze. Bei den Olympischen Winterspielen 1998 in Nagano holte er sich hinter seinem Teamkollegen Hermann Maier die Silbermedaille im Riesenslalom. Maier war in diesen Jahren auch Eberharters größter Konkurrent, aus dessen Schatten er endgültig erst nach Maiers schwerer Verletzung treten konnte. Zu Saisonende gelang Eberharter im Riesenslalom von Crans-Montana am 14. März sein erster Weltcupsieg. Im Gesamtweltcup erreichte er ebenso wie im Super-G den dritten Platz, im Riesenslalom belegte er den vierten Rang.
Die Saison 1998/99 begann so erfolgreich wie die vorherige endete. Nach einem zweiten Platz beim Saisonauftakt in Sölden feierte er in den nächsten beiden Rennen zwei weitere Siege. Bei den Weltmeisterschaften in Vail verpasste er zweimal nur knapp die Medaillenränge. Im Super-G wurde er Vierter, in der Abfahrt Fünfter, im Riesenslalom fiel er im ersten Durchgang aus. Im Weltcup-Endklassement erreichte er mit drei Siegen und weiteren sechs Podestplätzen den zweiten Rang in der Super-G- und Riesenslalomwertung sowie den vierten Gesamtrang. Beim Neunfachsieg des ÖSV-Skiteams am Patscherkofel belegte er den vierten Platz.
Nicht ganz so gut verlief die Saison 1999/2000. Eberharter erreichte zwar sechs Podestplätze, siegte aber in keinem Rennen. Im Gesamtweltcup fiel er auf den sechsten Rang zurück, in Abfahrt und Super-G wurde er Fünfter bzw. Siebenter. Im folgenden Winter feierte er zwei Siege, kam weitere siebenmal auf das Podest und wurde im Gesamtweltcup hinter Hermann Maier, der mit großem Vorsprung siegte, Zweiter. Auch in der Abfahrtswertung belegte er hinter Maier den zweiten Platz, im Super-G kam er auf Rang vier. Bei den Weltmeisterschaften 2001 in St. Anton gewann er die Silbermedaille im Super-G, geschlagen nur vom US-Amerikaner Daron Rahlves. In der Abfahrt wurde er Siebenter.

### Gewinn des Gesamtweltcups
Nach Maiers schwerem Motorradunfall im August 2001 schaffte Eberharter schließlich den Weg nach ganz oben. Von den Medien zuvor schon oftmals als der ewige Zweite abgestempelt, siegte er in der Saison 2001/02 in zehn Rennen, erreichte weitere sieben Podestplätze und gewann mit mehr als 600 Punkten Vorsprung auf den Norweger Kjetil André Aamodt die große Kristallkugel für den Gesamtweltcupsieg. Den Abfahrts- und Super-G-Weltcup entschied er ebenfalls für sich, im Riesenslalom wurde er Dritter. Die großen Erfolge blieben auch bei den Olympischen Winterspielen 2002 in Salt Lake City nicht aus. In der Abfahrt gewann er die Bronzemedaille, im Super-G musste er sich nur dem Norweger Aamodt um eine Zehntelsekunde geschlagen geben und im Riesenslalom wurde er mit deutlichem Vorsprung auf den US-Amerikaner Bode Miller Olympiasieger. Aufgrund dieser Erfolge wurde er 2002 zum zweiten Mal als Österreichischer Sportler des Jahres ausgezeichnet.
Im folgenden Winter konnte Eberharter nahtlos an die letztjährigen Resultate anschließen. Er siegte in insgesamt neun Saisonrennen, kam weitere viermal unter die besten Drei und gewann wie schon im Vorjahr den Gesamtweltcup, den Abfahrtsweltcup und die Super-G-Wertung. Damit wurde er, 33-jährig, auch der älteste Sieger des Gesamtweltcups in der Geschichte. Bei den Weltmeisterschaften 2003 im schweizerischen St. Moritz wurde er, wie bereits zwölf Jahre zuvor, Weltmeister im Super-G. Zum zweiten Mal in Folge wurde Eberharter 2003 von der Internationalen Vereinigung der Ski-Journalisten (AIJS) mit dem Skieur d’Or ausgezeichnet.
Nach diesen Erfolgen dachte Eberharter kurzfristig über einen Rücktritt nach, entschied sich dann aber doch noch, ein weiteres Jahr im Weltcup zu starten. In seiner letzten Saison siegte er in vier Abfahrten und gewann damit zum dritten Mal in Folge den Abfahrtsweltcup, im Super-G erreichte er mit mehreren Podestplätzen den dritten Rang. Im Gesamtweltcup wurde er nur knapp vom wieder voll genesenen Hermann Maier geschlagen. Am 24. Jänner 2004 gewann er mit einem Vorsprung von 1,21 Sekunden auf Daron Rahlves zum zweiten Mal die Hahnenkamm-Abfahrt in Kitzbühel. Diese Siegesfahrt gilt als die perfekte Fahrt auf der legendären Streif.
Am 17. September 2004 erklärte Eberharter seinen Rücktritt vom Skisport.

## Glossist in der „Kronenzeitung“
Seit längerer Zeit schreibt Eberharter regelmäßig Glossen in der „Kronenzeitung“ zum alpinen Skirennsport.

## Erfolge

### Olympische Winterspiele
- Nagano 1998: 2. Riesenslalom
- Salt Lake City 2002: 1. Riesenslalom, 2. Super-G, 3. Abfahrt

### Weltmeisterschaften
- Saalbach-Hinterglemm 1991: 1. Super-G, 1. Kombination, 17. Riesenslalom
- Vail 1999: 4. Super-G, 5. Abfahrt
- St. Anton 2001: 2. Super-G, 7. Abfahrt
- St. Moritz 2003: 1. Super-G, 5. Abfahrt, 23. Riesenslalom

### Weltcupwertungen
| 1989/90 | 32.                                 | 45                                  | -                                   | -                                   | 14.                                 | 26                                  | 18.                                 | 19                                  | -                                   | -                                   | -                                   | -                                   |                                     |                                     |
| 1990/91 | 12.                                 | 88                                  | -                                   | -                                   | 2.                                  | 33                                  | 7.                                  | 35                                  | 25.                                 | 9                                   | 5.                                  | 11                                  |                                     |                                     |
| 1991/92 | 36.                                 | 261                                 | 57.                                 | 10                                  | 27.                                 | 68                                  | 43.                                 | 19                                  | 33.                                 | 54                                  | 5.                                  | 110                                 |                                     |                                     |
| 1992/93 | 29.                                 | 249                                 | 50.                                 | 10                                  | 12.                                 | 158                                 | 42.                                 | 12                                  | -                                   | -                                   | 10.                                 | 69                                  |                                     |                                     |
| 1993/94 | verletzungsbedingt keine Ergebnisse | verletzungsbedingt keine Ergebnisse | verletzungsbedingt keine Ergebnisse | verletzungsbedingt keine Ergebnisse | verletzungsbedingt keine Ergebnisse | verletzungsbedingt keine Ergebnisse | verletzungsbedingt keine Ergebnisse | verletzungsbedingt keine Ergebnisse | verletzungsbedingt keine Ergebnisse | verletzungsbedingt keine Ergebnisse | verletzungsbedingt keine Ergebnisse | verletzungsbedingt keine Ergebnisse | verletzungsbedingt keine Ergebnisse | verletzungsbedingt keine Ergebnisse |
| 1994/95 | 104.                                | 23                                  | 45.                                 | 19                                  | 51.                                 | 4                                   | -                                   | -                                   | -                                   | -                                   | -                                   | -                                   |                                     |                                     |
| 1995/96 | Europacup                           | Europacup                           | Europacup                           | Europacup                           | Europacup                           | Europacup                           | Europacup                           | Europacup                           | Europacup                           | Europacup                           | Europacup                           | Europacup                           | Europacup                           | Europacup                           |
| 1996/97 | Europacup                           | Europacup                           | Europacup                           | Europacup                           | Europacup                           | Europacup                           | Europacup                           | Europacup                           | Europacup                           | Europacup                           | Europacup                           | Europacup                           | Europacup                           | Europacup                           |
| 1997/98 | 3.                                  | 1030                                | 7.                                  | 377                                 | 3.                                  | 220                                 | 4.                                  | 388                                 | -                                   | -                                   | 9.                                  | 45                                  |                                     |                                     |
| 1998/99 | 4.                                  | 1079                                | 7.                                  | 339                                 | 2.                                  | 330                                 | 2.                                  | 410                                 | -                                   | -                                   | -                                   | -                                   |                                     |                                     |
| 1999/00 | 6.                                  | 904                                 | 5.                                  | 454                                 | 7.                                  | 246                                 | 16.                                 | 154                                 | -                                   | -                                   | 9.                                  | 50                                  |                                     |                                     |
| 2000/01 | 2.                                  | 875                                 | 2.                                  | 562                                 | 4.                                  | 208                                 | 21.                                 | 105                                 | -                                   | -                                   | 9.                                  | 50                                  |                                     |                                     |
| 2001/02 | 1.                                  | 1702                                | 1.                                  | 810                                 | 1.                                  | 470                                 | 3.                                  | 422                                 | -                                   | -                                   | -                                   | -                                   |                                     |                                     |
| 2002/03 | 1.                                  | 1333                                | 1.                                  | 790                                 | 1.                                  | 356                                 | 16.                                 | 147                                 | -                                   | -                                   | 12.                                 | 40                                  |                                     |                                     |
| 2003/04 | 2.                                  | 1223                                | 1.                                  | 831                                 | 3.                                  | 312                                 | 29.                                 | 65                                  | -                                   | -                                   | 22.                                 | 15                                  |                                     |                                     |

### Weltcupsiege
- 29 Siege (18 Abfahrten, 6 Super-G, 5 Riesenslaloms)
- 75 Podestplätze (38 Abfahrt, 24 Super-G, 13 Riesenslalom)

| Datum             | Ort                    | Land        |
| ----------------- | ---------------------- | ----------- |
| 25. November 2000 | Lake Louise            | Kanada      |
| 3. März 2001      | Kvitfjell              | Norwegen    |
| 8. Dezember 2001  | Val-d’Isère            | Frankreich  |
| 15. Dezember 2001 | Gröden                 | Italien     |
| 12. Jänner 2002   | Wengen                 | Schweiz     |
| 19. Jänner 2002   | Kitzbühel              | Österreich  |
| 2. Februar 2002   | St. Moritz             | Schweiz     |
| 6. März 2002      | Zauchensee             | Österreich  |
| 30. November 2002 | Lake Louise            | Kanada      |
| 7. Dezember 2002  | Beaver Creek           | USA         |
| 14. Dezember 2002 | Val-d’Isère            | Frankreich  |
| 11. Jänner 2003   | Bormio                 | Italien     |
| 17. Jänner 2003   | Wengen                 | Schweiz     |
| 22. Februar 2003  | Garmisch-Partenkirchen | Deutschland |
| 10. Jänner 2004   | Chamonix               | Frankreich  |
| 24. Jänner 2004   | Kitzbühel              | Österreich  |
| 31. Jänner 2004   | Garmisch-Partenkirchen | Deutschland |
| 6. März 2004      | Kvitfjell              | Norwegen    |

| Datum             | Ort                    | Land        |
| ----------------- | ---------------------- | ----------- |
| 27. November 1998 | Aspen                  | USA         |
| 7. Dezember 2001  | Val-d’Isère            | Frankreich  |
| 18. Jänner 2002   | Kitzbühel              | Österreich  |
| 27. Jänner 2002   | Garmisch-Partenkirchen | Deutschland |
| 1. Dezember 2002  | Lake Louise            | Kanada      |
| 13. März 2003     | Kvitfjell              | Norwegen    |

| Datum             | Ort           | Land        |
| ----------------- | ------------- | ----------- |
| 14. März 1998     | Crans-Montana | Schweiz     |
| 20. November 1998 | Park City     | USA         |
| 27. Februar 1999  | Ofterschwang  | Deutschland |
| 3. Februar 2002   | St. Moritz    | Schweiz     |
| 27. Oktober 2002  | Sölden        | Österreich  |

### Europacup
- Saison 1988/89: 1. Gesamtwertung, 1. Riesenslalom, 4. Super-G
- Saison 1995/96: 5. Abfahrt
- Saison 1996/97: 1. Gesamtwertung, 1. Abfahrt, 1. Super-G, 2. Riesenslalom
- Insgesamt 7 Siege, 3 × Zweiter, 6 × Dritter

### Juniorenweltmeisterschaften
- Hemsedal 1987: 7. Riesenslalom, 11. Slalom, 12. Abfahrt

### Österreichische Meisterschaften
- Österreichischer Meister im Slalom 1991

## Auszeichnungen
- 1991: Österreichischer Sportler des Jahres
- 1998: Silbernes Ehrenzeichen für Verdienste um die Republik Österreich[2]
- 2002 und 2003: Skieur d’Or
- 2002: Österreichischer Sportler des Jahres
- 2003: Goldenes Ehrenzeichen für Verdienste um die Republik Österreich[2]
- 2004: Österreichischer Sportler des Jahres - Special Award „Einzigartige Karriere“